# Михайловка (Благовіщенський район)
Миха́йловка (рос. Михайловка, башк. Михайловка) — присілок у складі Благовіщенського району Башкортостану, Росія. Входить до складу Новонадеждинської сільської ради.
Населення — 10 осіб (2010; 20 в 2002).
Національний склад:
- росіяни — 60 %
- башкири — 40 %